# Ziggy Marley
David Nesta (Ziggy) Marley (Trenchtown, Kingston, 17 oktober 1968) is een Jamaicaans reggae-zanger. Hij is een zoon van zanger Bob Marley en Rita Marley en heeft zowel solo (meerdere malen) als met een groep de Grammy Award voor Beste Reggae Album van het Jaar gewonnen.

## Biografie

### Jeugd en begincarrière
David kreeg van zijn vader de bijnaam Ziggy. David had kromme beentjes, waardoor hij hardlopend met een bal aan zijn voet een zigzag patroon liep: de naam Ziggy was geboren.

Volgens sommigen zou hij zijn vernoemd naar het album van David Bowie, The Rise and Fall of Ziggy Stardust and the Spiders from Mars uit 1972..
Naast bekende ouders heeft Ziggy (half)broers (Stephen, Damian, Julian, Ky-Mani en Rohan Marley) die enige faam genieten.
Naar eigen zeggen groeide Ziggy op met het 'zelf maken van muziek' en vond hij het heerlijk om met zijn broers te jammen. Op elfjarige leeftijd legde hij dan ook met zijn zussen Cedella, Sharon en zijn broer Stephen de basis voor een nieuwe band; The Melody Makers. Later werden zij bekend als Ziggy Marley & The Melody Makers.

### Met de Melody Makers
In 1979 maakten zij hun eerste opnamen samen met hun vader, terwijl deze ook de nieuwe elpee Survival aan het opnemen was. In 1985 kwam hun eerste elpee uit, Play the Game Right. Hun label, EMI, wilde Ziggy als solo-artiest uitbrengen, maar de band besloot bij elkaar te blijven, en vertrok naar Virgin.
Bij Virgin hadden ze in 1988 een succesvol album getiteld Conscious Party, en later One Bright Day (1989). In de jaren 90 kwamen Jahmekya (1991), Joy and Blues (1993) en Free Like We Want to Be (1995) uit.
In 2000 gingen de Melody Makers, na lange tijd niet meer samen te hebben gewerkt, op goede voet maar definitief uit elkaar: de leden begonnen solocarrières. Zo ook Ziggy. Het album Conscious Party werd, omdat het voornamelijk Ziggy was die eraan werkte, als soloalbum van Ziggy geregistreerd.

### Solocarrière
In 2003 bracht Ziggy zijn eerste solo-album uit: Dragonfly. Ondanks een redelijk succes bevatte het geen echte hits. Ook het hierop volgende album Love Is My Religion (2006) verkocht goed. De gelijknamige single werd een hit in Nederland (nummer 6).

### Privé
Ziggy heeft twee kinderen uit een relatie met Lorraine Bogle: Daniel Bompbaata Robert Nesta Marley (zoon) en Justice Marley (dochter).
Tegenwoordig is Ziggy getrouwd met Orly Agai, met wie hij vier kinderen heeft.

## Filmografie

### Shark Tale
Ziggy is de stem van een rasta-kwal in de film Shark Tale uit 2004. Hij zong met Sean Paul het nummer Three Little Birds in voor de film, waarmee zijn vader in 1977 een grote hit had. Als Oscar (Will Smith) het nummer probeert te zingen, komt de rasta-octopus naar hem toe en zingt het nummer voor.
Met de Melody Makers maakte hij ook de titelsong voor de in Amerika zeer populaire serie Arthur. En hij zong Rainbow in the Sky voor de televisieserie Charmed (seizoen 6).

### Spider-Man: Across the Spider-Verse
Ziggy is de stem van winkelmedewerker Lenny in Spider-Man: Across the Spider-Verse uit 2023.

## Discografie

### Albums
Met de Melody Makers:
- Play the Game Right (1985)
- One Bright Day (1988)
- Jahmeyka (1991)
- Joy and Blues (1993)
- Free Like We Want to Be (1995)

Als soloartiest:
- Conscious Party (1989)
- Dragonfly (2003)
- Love Is My Religion (2006)
- Family Time (2009)
- Wild and Free (2011)
- Ziggy Marley in Concert (2013)
- Fly Rasta (2014)

### Singles
| Jaar | Titel                          | Hoogste positie in Nederland | Album               |
| ---- | ------------------------------ | ---------------------------- | ------------------- |
| 1988 | Tomorrow People                | 4                            | Conscious Party     |
| 1989 | Look Who's Dancing             | 30                           | One Bright Day      |
| 1991 | Kozmik (met The Melody Makers) | 10 (Alarmschijf)             | Jahmekya            |
| 2006 | Love Is My Religion            | tip                          | Love Is My Religion |